# Where Are You Now
Where Are You Now is een nummer van de Belgische deephouse-dj Lost Frequencies, in samenwerking met de Britse zanger Calum Scott. Het nummer werd uitgebracht in de zomer van 2021.
Het nummer werd een internationale hit en bereikte de top 5-positie in de Vlaamse Ultratop 50. In Vlaanderen stond het nummer 51 weken onafgebroken in de hitlijst. Dit zorgde ervoor dat het nummer hoog in de eindjaarlijsten stond. In 2021 stond het nummer 30ste. In 2022 stond het nummer nog op plaats 15. Ook internationaal scoorde het nummer goed. Het haalde de top 10 in onder meer Duitsland, Oostenrijk, Australië, Zweden en Zwitserland. Voor De Laet is Where Are You Now zijn eerste nummer in de Top 50 van Spotify Global. Nooit eerder slaagde een Belgische soloartiest daar in.

## Hitnoteringen

### Nederlandse Top 40
| Hitnotering: 21-08-2021 t/m 15-01-2022 | Hitnotering: 21-08-2021 t/m 15-01-2022 | Hitnotering: 21-08-2021 t/m 15-01-2022 | Hitnotering: 21-08-2021 t/m 15-01-2022 | Hitnotering: 21-08-2021 t/m 15-01-2022 | Hitnotering: 21-08-2021 t/m 15-01-2022 | Hitnotering: 21-08-2021 t/m 15-01-2022 | Hitnotering: 21-08-2021 t/m 15-01-2022 | Hitnotering: 21-08-2021 t/m 15-01-2022 | Hitnotering: 21-08-2021 t/m 15-01-2022 | Hitnotering: 21-08-2021 t/m 15-01-2022 | Hitnotering: 21-08-2021 t/m 15-01-2022 | Hitnotering: 21-08-2021 t/m 15-01-2022 | Hitnotering: 21-08-2021 t/m 15-01-2022 | Hitnotering: 21-08-2021 t/m 15-01-2022 | Hitnotering: 21-08-2021 t/m 15-01-2022 | Hitnotering: 21-08-2021 t/m 15-01-2022 | Hitnotering: 21-08-2021 t/m 15-01-2022 | Hitnotering: 21-08-2021 t/m 15-01-2022 | Hitnotering: 21-08-2021 t/m 15-01-2022 | Hitnotering: 21-08-2021 t/m 15-01-2022 | Hitnotering: 21-08-2021 t/m 15-01-2022 | Hitnotering: 21-08-2021 t/m 15-01-2022 | Hitnotering: 21-08-2021 t/m 15-01-2022 |
| Week:                                  | 1                                      | 2                                      | 3                                      | 4                                      | 5                                      | 6                                      | 7                                      | 8                                      | 9                                      | 10                                     | 11                                     | 12                                     | 13                                     | 14                                     | 15                                     | 16                                     | 17                                     | 18                                     | 19                                     | 20                                     | 21                                     | 22                                     |                                        |
| -------------------------------------- | -------------------------------------- | -------------------------------------- | -------------------------------------- | -------------------------------------- | -------------------------------------- | -------------------------------------- | -------------------------------------- | -------------------------------------- | -------------------------------------- | -------------------------------------- | -------------------------------------- | -------------------------------------- | -------------------------------------- | -------------------------------------- | -------------------------------------- | -------------------------------------- | -------------------------------------- | -------------------------------------- | -------------------------------------- | -------------------------------------- | -------------------------------------- | -------------------------------------- | -------------------------------------- |
| Positie:                               | 36                                     | 32                                     | 26                                     | 21                                     | 16                                     | 13                                     | 11                                     | 9                                      | 6                                      | 8                                      | 7                                      | 7                                      | 6                                      | 6                                      | 7                                      | 10                                     | 16                                     | 20                                     | 22                                     | 26                                     | 30                                     | 34                                     | uit                                    |

### NederlandseSingle Top 100
| Hitnotering (week 1 t/m 69): 14-08-2021 t/m 03-12-2022 Hitnotering (week 70 t/m 73): 07-01-2023 t/m 28-01-2023 Hitnotering (week 74): 25-03-2023 Hitnotering (week 75 t/m 77): 08-04-2023 t/m 22-04-2023 Hitnotering (week 78 t/m 81): 06-05-2023 t/m 27-05-2023 Hitnotering (week 82 t/m 85): 10-06-2023 t/m 01-07-2023 Hitnotering (week 86): 15-07-2023 Hitnotering (week 87): 26-08-2023 | Hitnotering (week 1 t/m 69): 14-08-2021 t/m 03-12-2022 Hitnotering (week 70 t/m 73): 07-01-2023 t/m 28-01-2023 Hitnotering (week 74): 25-03-2023 Hitnotering (week 75 t/m 77): 08-04-2023 t/m 22-04-2023 Hitnotering (week 78 t/m 81): 06-05-2023 t/m 27-05-2023 Hitnotering (week 82 t/m 85): 10-06-2023 t/m 01-07-2023 Hitnotering (week 86): 15-07-2023 Hitnotering (week 87): 26-08-2023 | Hitnotering (week 1 t/m 69): 14-08-2021 t/m 03-12-2022 Hitnotering (week 70 t/m 73): 07-01-2023 t/m 28-01-2023 Hitnotering (week 74): 25-03-2023 Hitnotering (week 75 t/m 77): 08-04-2023 t/m 22-04-2023 Hitnotering (week 78 t/m 81): 06-05-2023 t/m 27-05-2023 Hitnotering (week 82 t/m 85): 10-06-2023 t/m 01-07-2023 Hitnotering (week 86): 15-07-2023 Hitnotering (week 87): 26-08-2023 | Hitnotering (week 1 t/m 69): 14-08-2021 t/m 03-12-2022 Hitnotering (week 70 t/m 73): 07-01-2023 t/m 28-01-2023 Hitnotering (week 74): 25-03-2023 Hitnotering (week 75 t/m 77): 08-04-2023 t/m 22-04-2023 Hitnotering (week 78 t/m 81): 06-05-2023 t/m 27-05-2023 Hitnotering (week 82 t/m 85): 10-06-2023 t/m 01-07-2023 Hitnotering (week 86): 15-07-2023 Hitnotering (week 87): 26-08-2023 | Hitnotering (week 1 t/m 69): 14-08-2021 t/m 03-12-2022 Hitnotering (week 70 t/m 73): 07-01-2023 t/m 28-01-2023 Hitnotering (week 74): 25-03-2023 Hitnotering (week 75 t/m 77): 08-04-2023 t/m 22-04-2023 Hitnotering (week 78 t/m 81): 06-05-2023 t/m 27-05-2023 Hitnotering (week 82 t/m 85): 10-06-2023 t/m 01-07-2023 Hitnotering (week 86): 15-07-2023 Hitnotering (week 87): 26-08-2023 | Hitnotering (week 1 t/m 69): 14-08-2021 t/m 03-12-2022 Hitnotering (week 70 t/m 73): 07-01-2023 t/m 28-01-2023 Hitnotering (week 74): 25-03-2023 Hitnotering (week 75 t/m 77): 08-04-2023 t/m 22-04-2023 Hitnotering (week 78 t/m 81): 06-05-2023 t/m 27-05-2023 Hitnotering (week 82 t/m 85): 10-06-2023 t/m 01-07-2023 Hitnotering (week 86): 15-07-2023 Hitnotering (week 87): 26-08-2023 | Hitnotering (week 1 t/m 69): 14-08-2021 t/m 03-12-2022 Hitnotering (week 70 t/m 73): 07-01-2023 t/m 28-01-2023 Hitnotering (week 74): 25-03-2023 Hitnotering (week 75 t/m 77): 08-04-2023 t/m 22-04-2023 Hitnotering (week 78 t/m 81): 06-05-2023 t/m 27-05-2023 Hitnotering (week 82 t/m 85): 10-06-2023 t/m 01-07-2023 Hitnotering (week 86): 15-07-2023 Hitnotering (week 87): 26-08-2023 | Hitnotering (week 1 t/m 69): 14-08-2021 t/m 03-12-2022 Hitnotering (week 70 t/m 73): 07-01-2023 t/m 28-01-2023 Hitnotering (week 74): 25-03-2023 Hitnotering (week 75 t/m 77): 08-04-2023 t/m 22-04-2023 Hitnotering (week 78 t/m 81): 06-05-2023 t/m 27-05-2023 Hitnotering (week 82 t/m 85): 10-06-2023 t/m 01-07-2023 Hitnotering (week 86): 15-07-2023 Hitnotering (week 87): 26-08-2023 | Hitnotering (week 1 t/m 69): 14-08-2021 t/m 03-12-2022 Hitnotering (week 70 t/m 73): 07-01-2023 t/m 28-01-2023 Hitnotering (week 74): 25-03-2023 Hitnotering (week 75 t/m 77): 08-04-2023 t/m 22-04-2023 Hitnotering (week 78 t/m 81): 06-05-2023 t/m 27-05-2023 Hitnotering (week 82 t/m 85): 10-06-2023 t/m 01-07-2023 Hitnotering (week 86): 15-07-2023 Hitnotering (week 87): 26-08-2023 | Hitnotering (week 1 t/m 69): 14-08-2021 t/m 03-12-2022 Hitnotering (week 70 t/m 73): 07-01-2023 t/m 28-01-2023 Hitnotering (week 74): 25-03-2023 Hitnotering (week 75 t/m 77): 08-04-2023 t/m 22-04-2023 Hitnotering (week 78 t/m 81): 06-05-2023 t/m 27-05-2023 Hitnotering (week 82 t/m 85): 10-06-2023 t/m 01-07-2023 Hitnotering (week 86): 15-07-2023 Hitnotering (week 87): 26-08-2023 | Hitnotering (week 1 t/m 69): 14-08-2021 t/m 03-12-2022 Hitnotering (week 70 t/m 73): 07-01-2023 t/m 28-01-2023 Hitnotering (week 74): 25-03-2023 Hitnotering (week 75 t/m 77): 08-04-2023 t/m 22-04-2023 Hitnotering (week 78 t/m 81): 06-05-2023 t/m 27-05-2023 Hitnotering (week 82 t/m 85): 10-06-2023 t/m 01-07-2023 Hitnotering (week 86): 15-07-2023 Hitnotering (week 87): 26-08-2023 | Hitnotering (week 1 t/m 69): 14-08-2021 t/m 03-12-2022 Hitnotering (week 70 t/m 73): 07-01-2023 t/m 28-01-2023 Hitnotering (week 74): 25-03-2023 Hitnotering (week 75 t/m 77): 08-04-2023 t/m 22-04-2023 Hitnotering (week 78 t/m 81): 06-05-2023 t/m 27-05-2023 Hitnotering (week 82 t/m 85): 10-06-2023 t/m 01-07-2023 Hitnotering (week 86): 15-07-2023 Hitnotering (week 87): 26-08-2023 | Hitnotering (week 1 t/m 69): 14-08-2021 t/m 03-12-2022 Hitnotering (week 70 t/m 73): 07-01-2023 t/m 28-01-2023 Hitnotering (week 74): 25-03-2023 Hitnotering (week 75 t/m 77): 08-04-2023 t/m 22-04-2023 Hitnotering (week 78 t/m 81): 06-05-2023 t/m 27-05-2023 Hitnotering (week 82 t/m 85): 10-06-2023 t/m 01-07-2023 Hitnotering (week 86): 15-07-2023 Hitnotering (week 87): 26-08-2023 | Hitnotering (week 1 t/m 69): 14-08-2021 t/m 03-12-2022 Hitnotering (week 70 t/m 73): 07-01-2023 t/m 28-01-2023 Hitnotering (week 74): 25-03-2023 Hitnotering (week 75 t/m 77): 08-04-2023 t/m 22-04-2023 Hitnotering (week 78 t/m 81): 06-05-2023 t/m 27-05-2023 Hitnotering (week 82 t/m 85): 10-06-2023 t/m 01-07-2023 Hitnotering (week 86): 15-07-2023 Hitnotering (week 87): 26-08-2023 | Hitnotering (week 1 t/m 69): 14-08-2021 t/m 03-12-2022 Hitnotering (week 70 t/m 73): 07-01-2023 t/m 28-01-2023 Hitnotering (week 74): 25-03-2023 Hitnotering (week 75 t/m 77): 08-04-2023 t/m 22-04-2023 Hitnotering (week 78 t/m 81): 06-05-2023 t/m 27-05-2023 Hitnotering (week 82 t/m 85): 10-06-2023 t/m 01-07-2023 Hitnotering (week 86): 15-07-2023 Hitnotering (week 87): 26-08-2023 | Hitnotering (week 1 t/m 69): 14-08-2021 t/m 03-12-2022 Hitnotering (week 70 t/m 73): 07-01-2023 t/m 28-01-2023 Hitnotering (week 74): 25-03-2023 Hitnotering (week 75 t/m 77): 08-04-2023 t/m 22-04-2023 Hitnotering (week 78 t/m 81): 06-05-2023 t/m 27-05-2023 Hitnotering (week 82 t/m 85): 10-06-2023 t/m 01-07-2023 Hitnotering (week 86): 15-07-2023 Hitnotering (week 87): 26-08-2023 | Hitnotering (week 1 t/m 69): 14-08-2021 t/m 03-12-2022 Hitnotering (week 70 t/m 73): 07-01-2023 t/m 28-01-2023 Hitnotering (week 74): 25-03-2023 Hitnotering (week 75 t/m 77): 08-04-2023 t/m 22-04-2023 Hitnotering (week 78 t/m 81): 06-05-2023 t/m 27-05-2023 Hitnotering (week 82 t/m 85): 10-06-2023 t/m 01-07-2023 Hitnotering (week 86): 15-07-2023 Hitnotering (week 87): 26-08-2023 | Hitnotering (week 1 t/m 69): 14-08-2021 t/m 03-12-2022 Hitnotering (week 70 t/m 73): 07-01-2023 t/m 28-01-2023 Hitnotering (week 74): 25-03-2023 Hitnotering (week 75 t/m 77): 08-04-2023 t/m 22-04-2023 Hitnotering (week 78 t/m 81): 06-05-2023 t/m 27-05-2023 Hitnotering (week 82 t/m 85): 10-06-2023 t/m 01-07-2023 Hitnotering (week 86): 15-07-2023 Hitnotering (week 87): 26-08-2023 | Hitnotering (week 1 t/m 69): 14-08-2021 t/m 03-12-2022 Hitnotering (week 70 t/m 73): 07-01-2023 t/m 28-01-2023 Hitnotering (week 74): 25-03-2023 Hitnotering (week 75 t/m 77): 08-04-2023 t/m 22-04-2023 Hitnotering (week 78 t/m 81): 06-05-2023 t/m 27-05-2023 Hitnotering (week 82 t/m 85): 10-06-2023 t/m 01-07-2023 Hitnotering (week 86): 15-07-2023 Hitnotering (week 87): 26-08-2023 | Hitnotering (week 1 t/m 69): 14-08-2021 t/m 03-12-2022 Hitnotering (week 70 t/m 73): 07-01-2023 t/m 28-01-2023 Hitnotering (week 74): 25-03-2023 Hitnotering (week 75 t/m 77): 08-04-2023 t/m 22-04-2023 Hitnotering (week 78 t/m 81): 06-05-2023 t/m 27-05-2023 Hitnotering (week 82 t/m 85): 10-06-2023 t/m 01-07-2023 Hitnotering (week 86): 15-07-2023 Hitnotering (week 87): 26-08-2023 |
| Week: | 1 | 2 | 3 | 4 | 5 | 6 | 7 | 8 | 9 | 10 | 11 | 12 | 13 | 14 | 15 | 16 | 17 | 18 | 19 |
| --- | --- | --- | --- | --- | --- | --- | --- | --- | --- | --- | --- | --- | --- | --- | --- | --- | --- | --- | --- |
| Positie: | 99 | 81 | 43 | 24 | 17 | 16 | 14 | 10 | 12 | 14 | 13 | 11 | 14 | 13 | 11 | 15 | 16 | 16 | 18 |
| Week: | 20 | 21 | 22 | 23 | 24 | 25 | 26 | 27 | 28 | 29 | 30 | 31 | 32 | 33 | 34 | 35 | 36 | 37 | 38 |
| Positie: | 27 | 44 | 15 | 17 | 19 | 24 | 27 | 28 | 28 | 26 | 30 | 35 | 34 | 30 | 28 | 31 | 32 | 28 | 32 |
| Week: | 39 | 40 | 41 | 42 | 43 | 44 | 45 | 46 | 47 | 48 | 49 | 50 | 51 | 52 | 53 | 54 | 55 | 56 | 57 |
| Positie: | 32 | 33 | 37 | 42 | 44 | 40 | 40 | 40 | 39 | 41 | 45 | 36 | 46 | 41 | 44 | 43 | 48 | 56 | 63 |
| Week: | 58 | 59 | 60 | 61 | 62 | 63 | 64 | 65 | 66 | 67 | 68 | 69 | | 70 | 71 | 72 | 73 | | 74 |
| Positie: | 60 | 62 | 64 | 69 | 72 | 71 | 70 | 80 | 84 | 75 | 77 | 87 | uit | 94 | 92 | 96 | 99 | uit | 100 |
| Week: | | 75 | 76 | 77 | | 78 | 79 | 80 | 81 | | 82 | 83 | 84 | 85 | | 86 | | 87 | |
| Positie: | uit | 91 | 82 | 91 | uit | 90 | 93 | 100 | 95 | uit | 93 | 73 | 94 | 88 | uit | 90 | uit | 91 | uit |

### VlaamseUltratop 50
| Hitnotering: 07-08-2021 t/m 23-07-2022 | Hitnotering: 07-08-2021 t/m 23-07-2022 | Hitnotering: 07-08-2021 t/m 23-07-2022 | Hitnotering: 07-08-2021 t/m 23-07-2022 | Hitnotering: 07-08-2021 t/m 23-07-2022 | Hitnotering: 07-08-2021 t/m 23-07-2022 | Hitnotering: 07-08-2021 t/m 23-07-2022 | Hitnotering: 07-08-2021 t/m 23-07-2022 | Hitnotering: 07-08-2021 t/m 23-07-2022 | Hitnotering: 07-08-2021 t/m 23-07-2022 | Hitnotering: 07-08-2021 t/m 23-07-2022 | Hitnotering: 07-08-2021 t/m 23-07-2022 | Hitnotering: 07-08-2021 t/m 23-07-2022 | Hitnotering: 07-08-2021 t/m 23-07-2022 | Hitnotering: 07-08-2021 t/m 23-07-2022 | Hitnotering: 07-08-2021 t/m 23-07-2022 | Hitnotering: 07-08-2021 t/m 23-07-2022 | Hitnotering: 07-08-2021 t/m 23-07-2022 | Hitnotering: 07-08-2021 t/m 23-07-2022 | Hitnotering: 07-08-2021 t/m 23-07-2022 | Hitnotering: 07-08-2021 t/m 23-07-2022 | Hitnotering: 07-08-2021 t/m 23-07-2022 | Hitnotering: 07-08-2021 t/m 23-07-2022 | Hitnotering: 07-08-2021 t/m 23-07-2022 | Hitnotering: 07-08-2021 t/m 23-07-2022 | Hitnotering: 07-08-2021 t/m 23-07-2022 | Hitnotering: 07-08-2021 t/m 23-07-2022 |
| Week:                                  | 1                                      | 2                                      | 3                                      | 4                                      | 5                                      | 6                                      | 7                                      | 8                                      | 9                                      | 10                                     | 11                                     | 12                                     | 13                                     | 14                                     | 15                                     | 16                                     | 17                                     | 18                                     | 19                                     | 20                                     | 21                                     | 22                                     | 23                                     | 24                                     | 25                                     | 26                                     |
| -------------------------------------- | -------------------------------------- | -------------------------------------- | -------------------------------------- | -------------------------------------- | -------------------------------------- | -------------------------------------- | -------------------------------------- | -------------------------------------- | -------------------------------------- | -------------------------------------- | -------------------------------------- | -------------------------------------- | -------------------------------------- | -------------------------------------- | -------------------------------------- | -------------------------------------- | -------------------------------------- | -------------------------------------- | -------------------------------------- | -------------------------------------- | -------------------------------------- | -------------------------------------- | -------------------------------------- | -------------------------------------- | -------------------------------------- | -------------------------------------- |
| Positie:                               | 28                                     | 27                                     | 23                                     | 21                                     | 15                                     | 6                                      | 6                                      | 5                                      | 4                                      | 7                                      | 4                                      | 10                                     | 10                                     | 9                                      | 11                                     | 11                                     | 10                                     | 10                                     | 10                                     | 11                                     | 16                                     | 12                                     | 16                                     | 16                                     | 12                                     | 11                                     |
| Week:                                  | 27                                     | 28                                     | 29                                     | 30                                     | 31                                     | 32                                     | 33                                     | 34                                     | 35                                     | 36                                     | 37                                     | 38                                     | 39                                     | 40                                     | 41                                     | 42                                     | 43                                     | 44                                     | 45                                     | 46                                     | 47                                     | 48                                     | 49                                     | 50                                     | 51                                     |                                        |
| Positie:                               | 7                                      | 12                                     | 18                                     | 26                                     | 24                                     | 20                                     | 24                                     | 18                                     | 24                                     | 24                                     | 20                                     | 19                                     | 25                                     | 21                                     | 28                                     | 29                                     | 37                                     | 31                                     | 34                                     | 39                                     | 36                                     | 44                                     | 40                                     | 45                                     | 45                                     | uit                                    |